# Versorgungsordnung
In einer Versorgungsordnung werden die Grundsätze festgelegt und zusammengefasst, nach denen Arbeitnehmer eines Betriebes oder Unternehmens oder Gruppen von Arbeitnehmern eine Zusage zur betrieblichen Altersversorgung erteilt wird.

## Allgemeines
Eine Versorgungsordnung legt die vom Arbeitgeber im Versorgungsfall bei Erreichen einer festen Altersgrenze zu erbringende Leistung nach Höhe, Fälligkeit und Bezugsdauer und die dafür vom Arbeitnehmer erwartete Gegenleistung fest. Dabei richtet sie sich nicht an jeden einzelnen Arbeitnehmer, vielmehr schafft sie für alle einheitliche Versorgungsbedingungen. Die Versorgungsordnung kann im Rahmen eines Tarifvertrages, einer Betriebs- oder Dienstvereinbarung, in Form einer Regelungsabrede oder als Gesamtzusage beziehungsweise durch vertragliche Einheitsregelung geregelt werden.
Die einzelnen Bestimmungen einer Versorgungsordnung sind Allgemeine Geschäftsbedingungen (AGB) im Sinne der §§ 305 ff. BGB und nach den für AGB maßgebenden Grundsätzen auszulegen.
Das Gesetz zur Verbesserung der betrieblichen Altersversorgung (BetrAVG) enthält lediglich die allgemeinen Rahmenbedingungen, welche durch Versorgungsordnungen erst konkret ausgestaltet werden.

## Rahmenbedingungen
Konstitutionelle Bedingungen sind:
- Eingangsbestimmungen zum Regelungsgegenstand, zur Gültigkeit und Zweckbestimmung der Versorgungsordnung
- Geltungsbereich: Beschäftigtenkreis, der unter die Versorgungsordnung fällt
- Beginn der Versorgungszusage und Durchführungsweg(e)

Beschreibung der Voraussetzungen für Entgeltumwandlungen:
- Entgeltumwandlung: Wertgleiche Versorgungsanwartschaft
- Zusageform
- Entgeltumwandlungsvereinbarung
- Umwandelbares Entgelt, Fälligkeit
- Status des Bruttoarbeitsentgelts
- Gleichbehandlungsgrundsatz

(fakultative) Pflichtmerkmale einer Versorgungsordnung:
- Höhe der Entgeltumwandlung
- Begrenzung auf die Dauer des Entgeltbezugs
- Leistungsansprüche (Unverfallbarkeitsregelungen u. a.)
- Vorsorgeformen (Biometrien mit ihren Besonderheiten in der betrieblichen Altersversorgung)
- Vertragsbedingungen des Vorsorgeträgers
- Beginn der Versorgungsleistungen
- Allgemeine Bestimmungen und die Laufzeit der Versorgungsordnung
- Portabilitätsregelungen

Prinzip der Informationspflichten:
- Versorgungsordnung regelt Informations- und Beratungsprozess für die Beschäftigten
- Anlagen, die den Durchführungsweg oder die Durchführungswege beschreiben, stehen zur Verfügung
- Arbeitsrechtliches Protokoll dokumentiert Information und Beratung der Beschäftigten

Nach dem Allgemeinen Gleichbehandlungsgesetz (AGG) muss der Arbeitgeber alle Mitarbeiter gleich informieren und behandeln. Ein Nachweis hierüber ist aus Nachweisgründen geeigneterweise schriftlich zu führen.